# Leichtathletik-Weltmeisterschaften 2011/Teilnehmer (Dominica)
| Gelbes Symbol für Goldmedaillen mit stilisierten Olympischen Ringen | Graues Symbol für Silbermedaillen mit stilisierten Olympischen Ringen | Braundes Symbol für Bronzemedaillen mit stilisierten Olympischen Ringen |
| ------------------------------------------------------------------- | --------------------------------------------------------------------- | ----------------------------------------------------------------------- |
| —                                                                   | —                                                                     | —                                                                       |

Der Leichtathletik-Verband Dominicas stellte bei den Leichtathletik-Weltmeisterschaften 2011 im koreanischen Daegu einen Teilnehmer.

## Ergebnisse

### Männer

#### Laufdisziplinen
| Athlet          | Disziplin | Vorlauf | Vorlauf | Halbfinale | Halbfinale | Finale        | Finale        |
| Athlet          | Disziplin | Zeit    | Platz   | Zeit       | Platz      | Zeit          | Platz         |
| --------------- | --------- | ------- | ------- | ---------- | ---------- | ------------- | ------------- |
| Erison Hurtault | 400 m     | 46,10 s | 24      | 46,41 s    | 23         | ausgeschieden | ausgeschieden |